# Liwa Sultan Abdülhamid
Le Liwa Sultan Abdülhamid (arabe : لواء السلطان عبد الحميد, « La Brigade du Sultan Abdülhamid ») est un groupe rebelle de la guerre civile syrienne, fondé en 2015.

## Logos et drapeaux

Premier logo de Liwa Sultan Abdülhamid en 2014.
Drapeau de Liwa Sultan Abdülhamid.

## Histoire
Le Liwa Sultan Abdülhamid apparaît en janvier 2015 avec la fusion de trois groupes : les bataillons Omar al-Mukhtar, Omar ibn Abd al-Aziz et Othman Ghazi. Il est actif dans le gouvernorat de Lattaquié et ses membres sont des Turkmènes de Syrie. Le groupe tient son nom du sultan de l'Empire ottoman Abdülhamid II.

## Idéologie
À sa fondation, le groupe affirme que son programme est d'« éliminer l'oppression » contre les Turkmènes de Syrie, mais précise : « Nous ne voulons pas d'une autorité ou d'un État turkmène, mais nous voulons faire tomber ce tyran et oppresseur, Bachar ».
En 2019, selon Bellingcat, le groupe a « une vision du nationalisme turc plus radicale que les autres brigades turkmènes syriennes. Elle utilise beaucoup le drapeau et les symboles de la Turquie, de l'Empire ottoman, des Turkmènes et de la chahada » et « comme beaucoup de brigades et d’individus turkmènes, elle adhère ouvertement au mouvement des Loups gris ». Elle est également islamiste sunnite,.

## Organisation
La brigade est dirigée par Omar Abdoullah,. À la fondation du groupe, celui-ci affirme qu'il compte 300 combattants. Cependant en 2019, Bellingcat estime que la brigade ne compte au maximum qu'une cinquantaine d'hommes.
Le groupe bénéficie également d'une aide limitée de la Turquie pour obtenir des armes, des munitions et des uniformes.